# Tempel van Hercules Custos
De Tempel van Hercules Custos (Latijn:Aedes Herculis Custodis) was een tempel ter ere van Hercules Custos; Hercules de Bewaker.
De geschiedenis van deze tempel is onduidelijk. Ovidius schrijft dat de tempel aan de westelijke zijde van het Circus Flaminius stond. Hij was na het raadplegen van de Sibyllijnse boeken gebouwd door Lucius Cornelius Sulla (1e eeuw v.Chr.) De tempel lijkt echter ouder te zijn, mogelijk ging het om een herbouw onder Sulla.
In 218 v.Chr. werd door de senaat een supplicatio (dankzegging aan de goden) verordend in de Aedes Herculi. Het is aannemelijk dat het hier om de Tempel van Hercules Custos gaat, hoewel er meerdere tempels voor Hercules waren. Aangezien het Circus Flaminius in 221 v.Chr. werd gebouwd, moet de Tempel van Hercules Custos ook rond die tijd zijn opgericht. In 189 v.Chr. werd een beeld van Hercules in de tempel geplaatst in opdracht van de decemviri.
Aangezien de tempel gewijd is aan Hercules de Bewaker en de Sibyllijnse boeken werden geraadpleegd, moet het heiligdom tijdens een grote crisis voor de halfgod zijn gebouwd in ruil voor zijn steun. Het is echter niet bekend om welke crisis het destijds ging.
De exacte locatie van de tempel is onbekend en er zijn geen restanten van teruggevonden.

## Antieke bron
1. ↑  Ovidius, Fasti 6.209-612
2. ↑  Livius, 21.62.9
3. ↑  Livius, 38.35.4

## Referentie
- L. Richardson, jr, A New Topographical Dictionary of Ancient Rome, Baltimore - London 1992, pp. 186. ISBN 0801843006